# Basilio, Eugenio, Agatodoro, Elpidio, Etereo, Capitone ed Efrem
Basilio, Eugenio, Agatodoro, Elpidio, Etereo, Capitone ed Efrem furono un gruppo di sette vescovi che tentarono di evangelizzare il Chersoneso a cavallo tra la fine del III secolo e l'inizio del IV secolo. Basilio, Efren, Agatodoro, Elpidio, Eugenio ed Etereo subirono il martirio e vengono quindi ricordati come martiri (o ieromartiri) del Chersoneso. Grazie all'aiuto di Costantino, Etereo scacciò i pagani dall'area, di cui Capitone divenne il primo vescovo.

## Storia
All'inizio del IV secolo il patriarca di Gerusalemme Eramone inviò i vescovi Basilio ed Efren ad evangelizzare rispettivamente il Chersoneso e la Scizia, dove subirono il martirio. Dopo la decapitazione di Basilio, il patriarca inviò nel Chersoneso Agatodoro, Elpidio ed Eugenio, che subirono la stessa sorte. Successivamente, Eramone inviò nella ragione il vescovo Etereo che, considerando le sorti dei suoi predecessori, chiese la protezione di Costantino, che scacciò i pagani dal Chersoneso. Per vendetta, essi uccisero Etereo.
Dopo la morte di Etereo, Capitone fu nominato vescovo del Chersoneso e, stando alla legenda, su richiesta dei locali provò la veridicità della fede cristiana entrando in una fornace ardente e uscendone illeso. Capitone non subì il martirio, ma morì di cause naturali. 